# Hartlaubius
Genre
Synonymes
- Saroglossa Hodgson, 1844[2]

Hartlaubius est un genre monotypique de passereaux de la famille des Sturnidés. Il est endémique de Madagascar.

## Liste des espèces
Selon la classification de référence du Congrès ornithologique international (version 8.1, 2018) :
- Hartlaubius auratus (Statius Müller, PL, 1776) — Étourneau malgache, Étourneau de Madagascar